# 強行規範
強行規範（きょうこうきはん、英語：premptory norms）とは、国際法上いかなる逸脱も許されない規範である。ユス・コーゲンス（ラテン語:jus cogens）ともいう。条約法に関するウィーン条約（以下、条約法条約）によると、強行規範を変更や終了できるのは強行規範のみであり、強行規範に反する条約は無効とされ（第53条）、条約締結後にその条約に反する新たな強行規範が生まれた場合にはその条約は終了するとされる（第64条）。そのため国際法の縦の序列関係においては上位の法として位置づけられ、強行規範に反する条約や慣習国際法に対して絶対的優位に立つ。このような上位規範の存在は国際法秩序における法の支配の進歩といえるが、その一方で条約関係を不安定なものとするおそれもある。しかし強行規範の具体的内容については、条約法条約の審議において侵略、奴隷取引、海賊行為、ジェノサイドの禁止などを強行規範として認める規定を置こうとする主張もあったが、このような性質をもつ規範は未だ少数であり、強行規範と主張する意見がありながらも未確定のものが多い。

## 学説上の対立
国際法に条約を無効とするような上位規範が存在するかについて学説上争いがあった。強行規範を肯定する立場では、任意に定められるすべての法規に優位する「必然の法」が存在するといった見解や、強行規範を国際社会全体に重要で国際社会の存立に不可欠の価値を内容する法と解釈するという見解のように、無条件に強行規範の存在を肯定した。こうした立場は自然法主義といわれる。これに対して強行規範を否定する立場では、主権の発現である国家の「合意の自由」が重視され、強行規範が強調されることはなかった。例えば1927年のローチュス号事件常設国際司法裁判所判決では、国家を拘束する法規範は国家による自由意思によるものであるため、「国家の独立に対する制限は推定されてはならない」とされた。このような立場では、国際法はもっぱら国家の意思に基づいて有効なのであり、条約の内容も国家が自由に定めることができるとして強行規範の存在は否定された。このような立場を実証主義という。

## 条約法条約
近年になり戦争の違法化や人道観念の国際的発達などを経て、強行規範への認識が進んでいくことになった。それまでは学説上の主張にしか過ぎなかった強行規範であったが、1969年の条約法条約はこの存在を明示的に承認する規定をおいたのである。同条約では以下のように第53条において強行規範に反する条約は無効とされ、また第64条において新たに生まれた強行規範が既存の条約に抵触している場合にはその条約が終了すると定めた。
しかし強行規範の内容が条約法条約に具体的に定められることはなかった。条約案の作成段階においては侵略、奴隷取引、海賊行為、ジェノサイドの禁止や、人権、国家平等、民族自決を強行規範として例示する主張があった。しかしそのような事項を例示する規定は置かれず、強行規範の内容の確定はその後の合意にゆだねられることとなった。例示する規定を置かなかったのは、仮に例示した場合、強行規範として例示されなかった規範に関して誤解を招くことが懸念されたことと、例示された規範に関しても長期にわたる研究が必要となり、こうしたことは条約法条約の範囲を超えると考えられたためである。

## 強行規範に関する国際法委員会草案
なお、現在では侵略、奴隷取引、海賊行為、ジェノサイドの禁止については強行規範として大方の了解が得られているといえるが、それ以外の事項に関しては不明確な点も多く残されており、強行規範であるとして主張する意見がありながらも合意が得られていない事項は多い。